# Richard Muller (acteur)
Pour les articles homonymes, voir Richard Müller (homonymie).
Richard Muller (1931-1986) est un acteur belge.
Il est surtout connu au Théâtre de Poche de Bruxelles et sur quelques autres scènes, mais aussi à la télévision belge. 
Il joua sur les scènes bruxelloises de 1949 à 1976. Parmi plus de trente rôles, on peut retenir :
- Guerre et Paix d'après Léon Tolstoï, mise en scène d'Adrian Brine
- La guerre de Troie n'aura pas lieu de Jean Giraudoux, mise en scène de Claude Étienne
- Godefroid de Bouillon, mise en scène de Jacques Huisman
- Le mal court de Jacques Audiberti, mise en scène d'André Reybaz.

On l'a vu aussi dans quelques courts métrages belges, dont Courrier du cœur de Jean-Marie Piquint (1958) avec Liliane Vincent, et le long métrage Rue haute d'André Ernotte, avec Annie Cordy. 